# مزدا کازمو
مزدا کازمو (Mazda Cosmo) خودرویی است که در سال‌های ۱۹۶۷ تا ۱۹۹۵ توسط شرکت مزدا در هیروشیما ژاپن تولید شده‌است.
این خودرو در کلاس خودرو اسپورت قرار گرفته، طراحی آن خودروهای موتور جلو-محور عقب بوده است.